# 元朗東頭 (選區)
元朗東頭（英語：Yuen Long Tung Tau，代號：M09）是香港元朗區議會下轄的選區，2019年設立，涵蓋元朗市中心北部，2023年取消，末任區議員為民主黨成員林廷衞。

## 範圍
選區位於元朗市中心北部，包括映御、采葉庭、尚豪庭、鈞樂新邨、朗屏8號、宏富苑、大橋村、世宙及朗晴邨；與其相鄰的選區有十八鄉北、元朗中心、南屏、北朗以及屏山北。投票站設於金巴崙長老會耀道中學，名稱來自區來原有東頭工業區地名，但冠上元朗二字與位於黃大仙區東頭邨的東頭選區作區別。

## 沿革
2018年選舉管理委員會因應原有元朗中心及北朗選區2019年預計人口均會接近法例許可的上限，故此增加新選區吸納超出的人口。當中原北朗區界內朗屏8號、映御及東頭工業區的位置劃出新選區，吸納元朗中心選區的鈞樂新邨、大橋村及世宙一帶所組成，因應黃大仙區議會現有的東頭選區，故此本區命名為元朗東頭。由於新席位被指是分拆北朗選區，或會減低身兼北朗區議員及立法會區議會（第二）功能界別民主黨鄺俊宇的連任機會，被指為政治劃界。諮詢時接獲支持及反對意見，但基於未能有其他可行方案，結果維持原有計劃，劃出本選區。
2019年區議會選舉，上屆代表民主陣線參選元朗中心選區的林廷衛轉投民主黨後參選本區，結果取得六成選票勝過民建聯李啟立當選，成為本區首任區議員。2021年7月，因應政府計劃追討協助民主派初選區議員的酬金津貼傳聞所帶動的區議員辭職潮中，林廷衛辭任區議員。

## 歷屆議員
| 屆別                  | 議員   | 政治聯繫 | 政治聯繫 |
| --------------------- | ------ | -------- | -------- |
| 2020年－2021年7月13日 | 林廷衞 |          | 民主黨   |
| 2021年7月14日－2023年 | 懸空   | 懸空     | 懸空     |

## 歷屆選舉結果
| 政党   | 政党   | 候选人    | 票数  | %     | ±      |
| ------ | ------ | --------- | ----- | ----- | ------ |
|        | 民主黨 | ①. 林廷衞 | 2,377 | 59.56 | 新選區 |
|        | 民建聯 | ②. 李啟立 | 1,614 | 40.44 | 新選區 |
| 多数票 | 多数票 | 多数票    | 763   | 19.12 | 新選區 |